# Psathyropus perakana
Psathyropus perakana is een hooiwagen uit de familie Sclerosomatidae.